# 2010 في الاتحاد الأوروبي

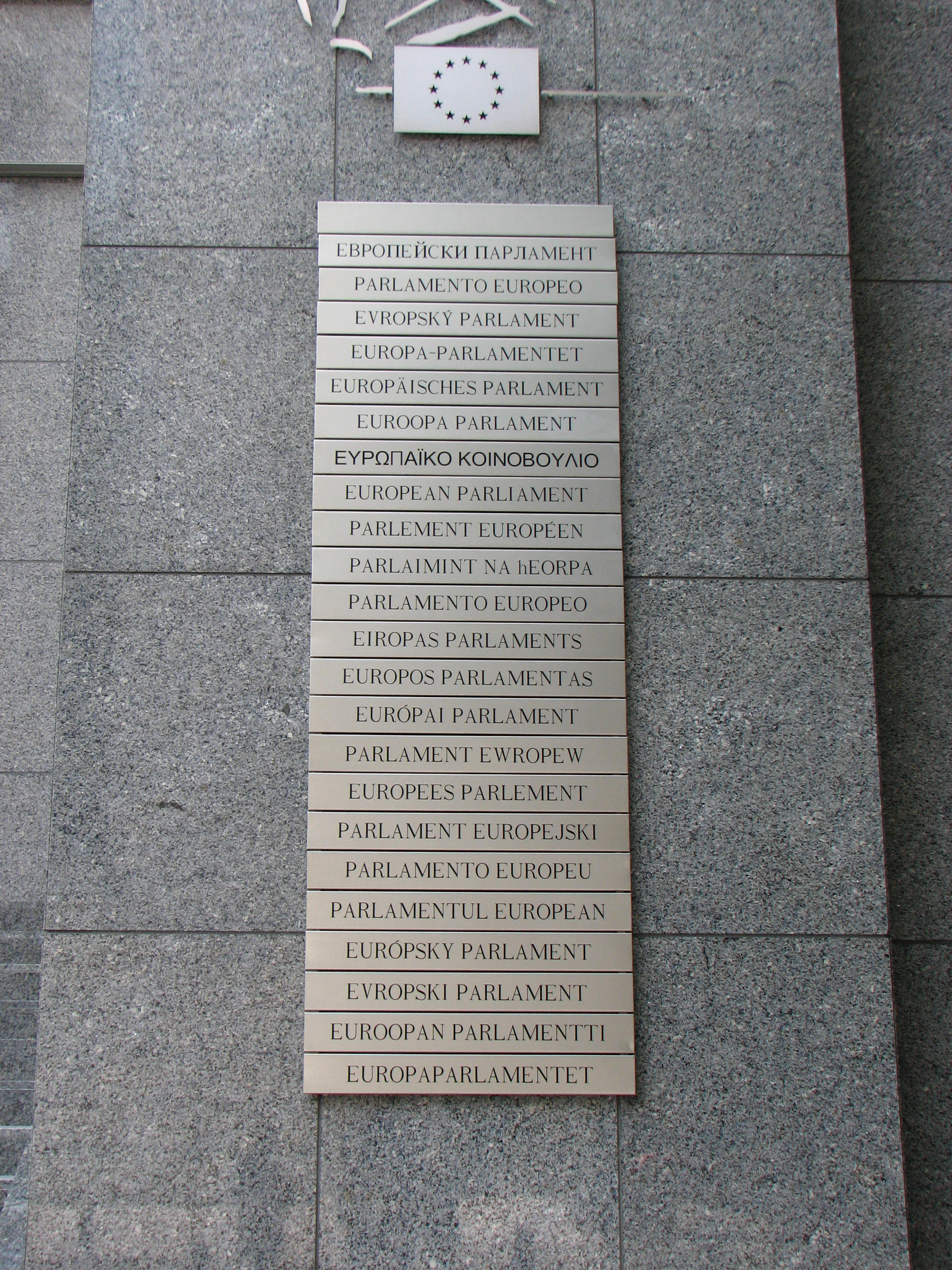

أحداث العام 2010 في الاتحاد الأوروبي .
تم تحديد عام 2010 على النحو التالي:
- السنة الأوروبية لمكافحة الفقر والاستبعاد الاجتماعي

## الحكم
- رئيس المجلس الأوروبي –  هيرمان فان رومبوي
- رئيس المفوضية –  دوراو باروسو
- رئاسة مجلس الاتحاد الأوروبي –  إسبانيا (كانون الثاني– حزيران 2010)  بلجيكا (تموز–كانون الأول 2010)
- رئيس البرلمان –  جيرزي بوزيك
- الممثل السامي –  كاترين أشتون

## الأحداث

### كانون الثاني
- 1 كانون الثاني
  - تتولى إسبانيا رئاسة مجلس الاتحاد الأوروبي للمرة الرابعة من السويد. وهي أول دولة تتولى الرئاسة بموجب معاهدة لشبونة و «نظام الرئاسة الثلاثية» الجديد الذي يرى أن إسبانيا تعمل مع الدولتين التاليتين لتولي المنصب، بلجيكا والمجر.
  - تشترك منطقة الرور (ألمانيا) وبيك (المجر) وإسطنبول (تركيا) في لقب عاصمة الثقافة الأوروبية لعام 2010.
- 11 - 19 كانون الثاني - لجان البرلمان الأوروبي بإجراء سلسلة من جلسات الاستماع مع 26 المرشحين للكلية المقبلة المفوضين الأوروبي.
- 20 كانون الثاني - تم انتخاب السيد نيكيفوروس دياماندوروس كمحقق شكاوى أوروبي للمرة الثانية.
- 26 كانون الثاني - ارتفع المبلغ الذي قدمه الاتحاد الأوروبي لجهود الإغاثة وإعادة التأهيل في هايتي إلى 400 مليون يورو، بعد أن ضرب زلزال البلد 7.0 درجات على مقياس ريختر.

### شباط
- 9 شباط - البرلمان الأوروبي يوافق على لجنة باروسو الثاني: وكانت النتيجة 488 صوتاً مقابل 137 صوتاً مقابل وامتناع 72 عن التصويت.
- 11 شباط - في اجتماع غير رسمي في بروكسل، وافق رؤساء الدول والحكومات على دعم الحكومة اليونانية في جهودها لتحقيق أهداف برنامج الاستقرار لعام 2010. يقدم الرئيس باروسو أولوياته لاستراتيجية أوروبا 2020, موضحاً كيف ينبغي أن يرسم الاتحاد الأوروبي طريقه للخروج من الأزمة مع بناء نموذج اقتصادي جديد.
- 25 شباط - محكمة العدل الأوروبية تحكم بأن البضائع الإسرائيلية المصنوعة في المستوطنات اليهودية في الضفة الغربية المحتلة لا يمكن اعتبارها إسرائيلية.

### آذار
- 14-18 آذار - الممثلة السامية للاتحاد الأوروبي كاثرين أشتون تزور الشرق الأوسط بما في ذلك مصر وسوريا ولبنان والأردن وإسرائيل والأراضي الفلسطينية.
- 26 آذار - في اجتماع المجلس الأوروبي في بروكسل، تبنى قادة الاتحاد الأوروبي أهداف أوروبا 2020 ودعمت جميع دول منطقة اليورو الـ 16 خطة لمساعدة اليونان على التعامل مع عجزها.

### نيسان
- 10 نيسان - الرئيس البولندي ليخ كاتشينسكي وزوجته وشخصيات عامة وعسكرية أخرى يموتون في حادث تحطم طائرة كانوا في طريقهم إلى سمولينسك في روسيا لإحياء ذكرى مرور 70 عاماً على مذبحة كاتين.

### أيار
- 7 أيار - يوافق رؤساء الدول والحكومات في منطقة اليورو على ضبط أوضاع مالية أعمق وتنسيق اقتصادي أقوى ومراقبة للميزانية للدفاع عن اليورو.

### حزيران
- 17 حزيران - في اجتماع المجلس الأوروبي في بروكسل، تبنى قادة الاتحاد الأوروبي إستراتيجية مدتها 10 سنوات لتحقيق نمو ذكي ومستدام وشامل: أوروبا 2020. كما قرروا فتح مفاوضات الانضمام مع أيسلندا.
- 21 حزيران - توصلت مؤسسات الاتحاد الأوروبي إلى اتفاق سياسي حول هيكل خدمة العمل الخارجي الأوروبي، وكيف ستعمل.

### تموز
- 1 تموز - بلجيكا تتسلم الرئاسة من إسبانيا. تم وضع الأولويات، بما في ذلك الاقتصاد والبيئة، في وقت سابق بالاشتراك مع إسبانيا والمجر اللتين تشتركان في فترة 18 شهراً من الرئاسة الدورية.
- 23 تموز - 91 بنكاً أوروبياً يخضعون لاختبارات ضغط لتقييم مرونتها في مواجهة الصدمات الاقتصادية. جميعهم يجتازون الاختبارات ما عدا سبعة.

### آب
- 18 آب - أعلن الاتحاد الأوروبي أنه قدم ما مجموعه 70 مليون يورو لمساعدة المتضررين من الفيضانات الموسمية الأخيرة في باكستان.

### أيلول
- 29 أيلول - أعرب الاتحاد الأوروبي عن دعمه لسكان الغجر في أوروبا، وتحدث علناً ضد أي قيود على حرية تنقل مواطني الاتحاد الأوروبي.

### تشرين الأول
- 20 تشرين الأول - تم انتخاب السيد ستافان نيلسون رئيسًا للجنة الاقتصادية والاجتماعية الأوروبية لمدة عامين ونصف العام.
- 29 تشرين الأول - المجلس الأوروبي يناقش تعزيز منطقة اليورو وجعل الاقتصادات أكثر مقاومة للأزمات.

### تشرين الثاني
- 12 تشرين الثاني - يلتزم قادة مجموعة العشرين في قمة سيول بخطة عمل مشتركة لتشجيع نمو أكثر توازناً داخل الاقتصاد العالمي.
- 28 تشرين الثاني - وافق الاتحاد الأوروبي على دعم الاقتصاد الأيرلندي للمساعدة في حماية استقرار اليورو.

### كانون الأول
- 11 كانون الأول - اختتم مؤتمر كانكون للمناخ بتوقيع اتفاقية شاملة للعمل المناخي بعد 2012.
- 20 كانون الأول - يتم استخدام إجراءات التعاون المعزز (قوانين الاتحاد الأوروبي المطبقة فقط في بعض دول الاتحاد الأوروبي في البداية) لأول مرة، حيث يوافق المجلس الأوروبي على حقوق الأزواج الدوليين الذين يعيشون داخل الاتحاد الأوروبي في اختيار قواعد الدولة التي تنطبق إذا قرروا ذلك منفصل.

## عواصم الثقافة الأوروبية
عاصمة الثقافة الأوروبية هي مدينة حددها الاتحاد الأوروبي لمدة سنة تقويمية واحدة، تنظم خلالها سلسلة من الفعاليات الثقافية ذات البعد الأوروبي القوي.
- إسن، ألمانيا (تمثل حوض الرور)[1]
- إسطنبول، تركيا
- بيتش، المجر